# Насилие со стороны интимного партнёра

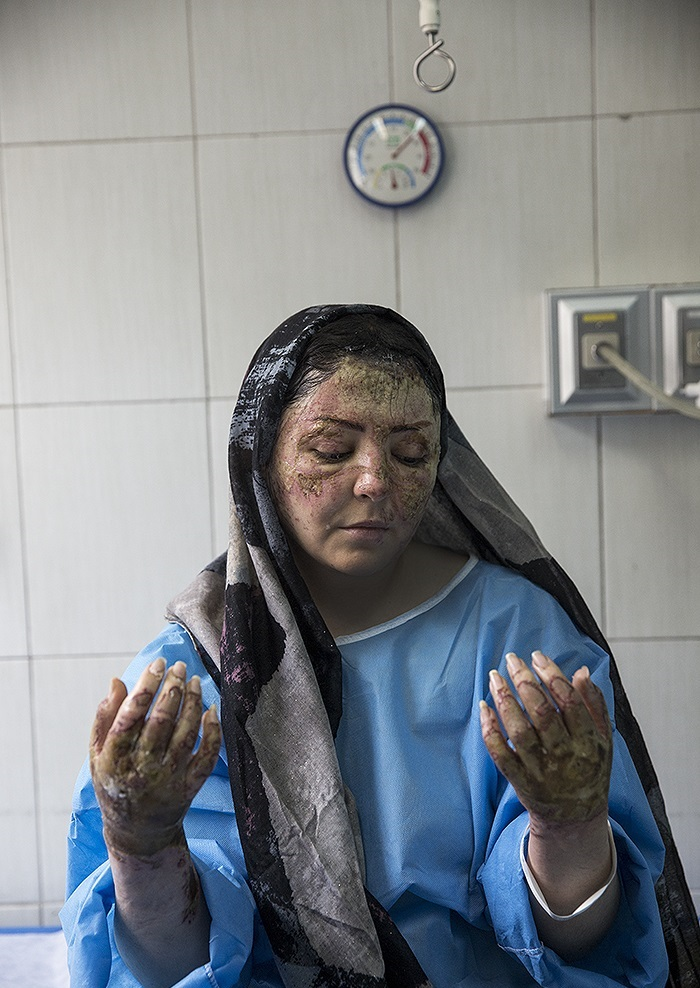
Марьям, жертва обливания кислотой со стороны мужа.

Насилие со стороны интимного партнёра — любая форма поведения в рамках интимных отношений, причиняющая сексуальный, физический или эмоциональный ущерб одной из сторон этих отношений.
Насилие в интимных отношениях может иметь следующие формы выражения:
- Принуждение к сексуальному контакту;
- Физическая агрессия по отношению к партнёру, которая может проявляться актами избиения, нанесением ударов, шлепками и пинками;
- Психологическое насилие, например, постоянное унижение или запугивание;
- Контроль над партнёром (управление действиями, ограничение контактов с семьёй и друзьями).

Самая крайняя форма насилия со стороны интимного партнёра называется интимным терроризмом или насильственным контролем, при котором один из партнёров систематически проявляет насилие и контроль, соответственно. Как правило, такая форма насилия совершается над женщинами, и в таких случаях чаще всего требуются медицинские услуги и кризисные центры помощи. Сопротивление интимному терроризму, которое является формой самообороны и называется насильственным сопротивлением, обычно осуществляется женщинами.
Исследования домашнего насилия в отношении мужчин показывают, что мужчины реже сообщают о домашнем насилии, совершенном их интимными партнёршами.
По причине социальных стигм в отношении виктимизации мужчин, мужчины, которые становятся жертвами домашнего насилия, сталкиваются с повышенной вероятностью того, что медицинские работники оставят без внимания факты преступления.
По словам журналиста Мартина Добни, «… остается теория, согласно которой мужчины недооценивают свой опыт [насилия со стороны женщин в отношении мужчин] из-за культуры мужских ожиданий».

## Введение

Процент женщин, испытавших насилие со стороны интимного партнёра, 2016 год

Данная форма насилия происходит между двумя людьми, состоящими в интимных отношениях. Она может происходить внутри гетеросексуальных или гомосексуальных пар, а жертвами могут быть как, мужчины, так и женщины. Пары могут встречаться, сожительствовать или состоять в браке, а насилие может происходить в доме или за его пределами.
Исследования 1990-х годов показали, что как мужчины, так и женщины могут быть насильниками или жертвами домашнего насилия. Женщины чаще совершают насильственные действия в отместку или в целях самообороны и склонны к менее жестоким формам насилия, чем мужчины, в то время как мужчины чаще совершают длительные циклы насилия.
Другие исследования, посвящённые насилию в семье, пришли к выводу, что большая часть насилия со стороны женщин против своих интимных партнёров мужчин, не мотивируется самозащитой.
Некоторые исследования также показывают, что женщины более склонны к физическому насилию по отношению к своему партнеру в отношениях, в которых проявляет насилие только один партнер.
В обзоре 2013 года рассматривались исследования с пяти континентов и корреляция между уровнем гендерного неравенства и уровнем домашнего насилия. Авторы обнаружили, что, когда жестокое обращение с партнёром определяется в широком смысле и включает эмоциональное насилие, то будь это любые виды ударов, или кто наносит удар первым, насилие со стороны партнёра относительно равномерно между мужчинами и женщинами. Они также заявили, что если выяснить, кто получил физический вред и насколько серьёзно, кто выражает больше страха и испытывает последующие психологические проблемы, то в домашнем насилии женщины в значительной степени будут жертвами.
Всемирная организация здравоохранения (ВОЗ) определяет насилие со стороны интимного партнёра как «любое поведение в рамках интимных отношений, которое причиняет физический, психологический или сексуальный вред находящимся в этих отношениях». ВОЗ также описывает контролирующее поведение как форму насилия. Согласно отчёту ВОЗ, насилие со стороны интимного партнёра — самая распространённая форма насилия над женщинами, затрагивающая около 641 миллиона женщин. При этом каждая третья женщина в течение жизни сталкивалась с сексуальным или физическим насилием со стороны интимного партнёра. Характерно раннее начало: каждая четвёртая женщина в возрасте 14—24 лет, вступавшая в отношения, по достижении возраста 25 лет пережила насилие.

## Формы

### Интимный терроризм
Интимный терроризм (англ. intimate terrorism) — форма насилия, при которой один из партнёров в отношениях, обычно мужчина, использует насильственный контроль и власть над другим партнёром, применяет угрозы, запугивание и изоляцию. В таких случаях «один из партнёров, обычно мужчина, контролирует практически все аспекты жизни жертвы, обычно женщины». Согласно Джонсону (2001), 97 % интимных «террористов» — мужчины.
Насилие со стороны интимного партнера может включать сексуальное, экономическое, физическое, эмоциональное и психологическое насилие, а также садистический контроль. Интимный терроризм обычно обостряется со временем, не так часто бывает взаимным и чаще сопровождается серьёзными травмами. Жертвы одного вида насилия часто становятся жертвами других видов насилия. Тяжесть насилия имеет тенденцию возрастать при многочисленных инцидентах, особенно если насилие проявляется в разных формах. Если насилие более тяжёлое, оно с большей вероятностью будет иметь хронические последствия для жертвы, поскольку долгосрочные последствия насилия имеют тенденцию к кумуляции. Жертвы интимного терроризма чаще всего нуждаются в медицинских услугах и шелтерах. Последствия физического или сексуального интимного терроризма включают хронические боли, желудочно-кишечные и гинекологические проблемы, депрессию, посттравматическое стрессовое расстройство и смерть. Другие последствия для психического здоровья — тревожность, злоупотребление психоактивными веществами и низкая самооценка.